# Дальняя улица (Самара)
Да́льняя у́лица — улица в Кировском районе города Самара. Проходит от Московского шоссе (над путепроводом для трамваев вдоль шоссе) до улицы Арена 2018.
Протяжённость улицы с юга на север составляет 0,423 километра, с запада на восток — 0,395 км.

## История
Расположена в Кировском районе города. Ориентировочная дата появления на карте Самары — конец 1940–х годов.
Улица Дальняя проходит по негласному району города, называвшемому «Радиоцентр». Сам Радиоцентр (первоначальное название — Радиоцентр №3 имени Коминтерна) существовал с 1949 по 2014 год. Одновременно с его строительством (1949—1952 годы) возводился посёлок для работавших на нём специалистов. Радиоцентр был снесён при строительстве «Самара Арены».
Также до 1981 года на улице Дальней (дом №6) располагалась школа №128. Её здание с тех по занимает ШВСМ №2 по велоспорту.
С 2014 по 2018 года улица перестраивалась (большая часть дороги: четырёхполосная проезжая часть — по две в каждом направлении) для нужд футбольного стадиона «Солидарность Самара Арена», прилегающего парка и южной автомобильной парковки стадиона. Улица Дальняя не имеет пересечений ни с одной улиц. Улица имеет остановочные пункты общественного транспорта, которые используются в дни проведения футбольных матчей.